# Tarsorrhaphie
Als Tarsorrhaphie (von lateinisch Tarsus palpebrae ‚Lidgerüst‘ und altgriechisch rhaphe ‚Naht‘) bezeichnet man die operative Verkleinerung der Lidspalte. Dazu wird eine Naht im Bereich des schläfenseitigen Augenwinkels angelegt. Eine Tarsorrhaphie kann vorübergehend (temporär) oder dauerhaft sein. Indikationen sind beispielsweise Hornhautverletzungen und -geschwüre, Wundheilungsstörungen, ungenügender Lidschluss (Lagophthalmus) nach einer Fazialislähmung oder die Korrektur einer Unterlidretraktion bei einer Endokrinen Orbitopathie. In der Tiermedizin wird sie vor allem bei brachycephalen Hunden nach einem  Augapfelvorfall durchgeführt.